# Benjamin Tillman
 (novembre 2015).
Si vous disposez d'ouvrages ou d'articles de référence ou si vous connaissez des sites web de qualité traitant du thème abordé ici, merci de compléter l'article en donnant les références utiles à sa vérifiabilité et en les liant à la section « Notes et références ».
Benjamin Ryan Tillman (11 août 1847 - 3 juillet 1918) est un homme politique américain. Il a été un sénateur en Caroline du Sud et gouverneur de ce même état de 1890 à 1894.

## Biographie
Il a été gouverneur de Caroline du Sud de 1890 à 1894, puis sénateur de 1895 jusque sa mort en 1918. Tillman était un suprémaciste blanc, il menait un groupe paramilitaire, les Red Shirts durant les élections violentes en Caroline du Sud en 1876.